# Dowein (klan i Liberia)
Dowein är en klan i Liberia. Den ligger i  Central River Cess District i regionen River Cess County, i den centrala delen av landet, 170 km öster om huvudstaden Monrovia.